# Oborniki Śląskie (gemeente)
De gemeente Oborniki Śląskie is een stad- en landgemeente in het Poolse woiwodschap Neder-Silezië, in powiat Trzebnicki.
De zetel van de gemeente is in Oborniki Śląskie.
Op 30 juni 2004 telde de gemeente 17 758 inwoners.

## Oppervlakte gegevens
In 2002 bedroeg de totale oppervlakte van gemeente Oborniki Śląskie 153,75 km², waarvan:
- agrarisch gebied: 55%
- bossen: 35%

De gemeente beslaat 14,99% van de totale oppervlakte van de powiat.

## Demografie
Stand op 30 juni 2004:
| Omschrijving                   | Totaal | Totaal | Vrouwen | Vrouwen | Mannen | Mannen |
| ------------------------------ | ------ | ------ | ------- | ------- | ------ | ------ |
| eenheid                        | aantal | %      | aantal  | %       | aantal | %      |
| inwoners                       | 17 758 | 100    | 9075    | 51,1    | 8683   | 48,9   |
| bevolkingsdichtheid (inw./km²) | 115,5  | 115,5  | 59      | 59      | 56,5   | 56,5   |

## Plaatsen
De stad Oborniki Śląskie en de dorpen (sołectwo):
1. Bagno
2. Borkowice
3. Golędzinów
4. Jary
5. Kotowice
6. Kowale
7. Kuraszków
8. Lubnów z Nowosielcami
9. Morzęcin Mały
10. Morzęcin Wielki
11. Osola
12. Osolin z Brzeźnem Małym
13. Paniowice
14. Pęgów
15. Piekary
16. Przecławice
17. Raków
18. Rościsławice
19. Siemianice
20. Uraz z Nizinami
21. Wielka Lipa
22. Wilczyn Leśny
23. Zajączków

## Aangrenzende gemeenten
Brzeg Dolny, Miękinia, Prusice, Trzebnica, Wisznia Mała, Wołów, Wrocław